# Hesperia (rivista)
Hesperia è una rivista in peer review pubblicata trimestralmente dalla American School of Classical Studies at Athens. Venne fondata nel 1932 per la pubblicazione di opere prodotte dalla scuola. Questo è ancora l'obiettivo principale della rivista oggi. Accetta anche altri contributi da studiosi nel campo dell'archeologia greca, dell'arte, dell'epigrafia, della storia e della letteratura.